# 王福入
王福入（1929年—1993年8月13日），中華民國（台灣）政治人物，鹿港人，曾任彰化縣鹿港鎮長，任內適逢台灣環境運動崛起，在參選鎮長前表態反對杜邦設廠，在1986年鹿港居民反杜邦運動時，參訪美國杜邦後，一反原本態度改給予杜邦高度肯定，進一步引發地方發動罷免鎮長。隨後於杜邦宣布撤出，而罷免一事也因而草草收場。 王福入於任內病逝。離世2年後，其女王惠美自此繼承其政治人脈，曾任鹿港鎮長、立法委員，現為彰化縣縣長。

## 經歷
- 第10-11屆鹿港鎮長（1986-1993）

- 彰化縣鹿港區漁會總幹事

## 爭議事件

### 與酒客衝突 帶傷報案未做筆錄
1987年10月30日，王福入帶傷向鹿港警察派出所報案，指稱他與幾位地方人士到溪湖鎮一家酒家喝酒時，與也是住鹿港的酒客發生衝突，致他的左手肘部擦傷流血。但當值夜警員準備製作筆錄時，他卻表示要回家睡覺，等天亮再說。隔天他也沒有再去派出所作筆錄。

### 垃圾戰爭 恣意將垃圾傾倒至彰濱工業區
1991年1月，鹿港鎮頂厝垃圾掩埋場因附近民眾不滿鎮公所未依承諾做好消毒覆土工作，加上垃圾場已飽和為由，圍堵封場。7月1日再遭民眾圍堵，經公所與民眾協商後再倒三天。7月1日至7日被迫停收垃圾。7月11日至16日也未家戶垃圾，不少住戶夜裡出擊，將垃圾丟到沒有住戶的道路邊，形成帶狀垃圾陣，臭味四散。
1991年7月16日上午10時，鎮長王福入、鎮代會主席洪能坤帶領清潔隊11輛滿載垃圾的垃圾車，進入彰濱工業區新生地，將全部垃圾傾倒在新生地防風林內側空地。彰濱工業區鹿港區榮工處彰濱施工所主任黃騰江，聞訊趕到，對鎮公所突襲行動表示不滿，並向彰濱工業區管理處、彰化縣環保局及鹿港分局海埔派出所報告要求依法處理。
1991年7月16日下午2時，彰化縣環保局第三課課長林茂鏹趕至鹿港查看，並交代鎮公所不得再將垃圾倒在新生地，否則開單取締。
1991年7月17日，王福入受訪表示，此舉出於被迫，主要是要讓省政府與中央知道地方的困難。並表示7月15日曾發文環保局請示「暫時堆放」在新生地上。只是環保局尚未看到公文，王鎮長就倒了。

### 趕場喝喜酒 酒駕肇事致死案
1992年4月18日，王福入深夜赴宴後駕轎車返家，不慎追撞騎機車的林金交夫婦，林妻林尤玉女送醫不治。彰化縣警局交通隊為王福入做酒精測試，證實酒精含量為零點三九度，超過駕車許可範圍內的零點二五。彰化地檢署檢察官4月19日上午到鹿港偵查後飭回王福入。

### 聲稱反杜邦 赴美參觀後改變態度
1985年，杜邦獲准在鹿港設廠。鹿港地方居民擔憂設廠對環境的危害，陸續開始連署陳情。此時，王福入已投入準備參選鹿港鎮長，參選前聲稱自己反杜邦，選前10天甚至推出「鹿港鎮民反對劇毒二氧化鈦廠萬人簽名活動」。
1986年3月，鹿港鎮民數萬人聯署陳情，擔心設廠後對環境的危害，引發各式各樣的反對運動。後續，鹿港鎮長王福入與衛生署環保局局長莊進源等一行人率團赴美考察，返國後的報告對杜邦給予高度評價，地方的反對運動反而更加如火如荼，擴大規模，甚至引發地方進一步發動罷免鎮長活動。
1987年3月12日，杜邦宣布自鹿港撤出。